# Jean Godin des Odonais
 (février 2021).
Si vous disposez d'ouvrages ou d'articles de référence ou si vous connaissez des sites web de qualité traitant du thème abordé ici, merci de compléter l'article en donnant les références utiles à sa vérifiabilité et en les liant à la section « Notes et références ».
Pour les articles homonymes, voir Godin.
Jean Godin des Odonais, né le 5 juillet 1713 à Saint-Amand-Montrond dans le Cher et mort le 1er mars 1792 dans la même ville, est un cartographe et naturaliste français du XVIIIe siècle.

## Biographe
Par son père, Amand Godin, sieur des Odonais, comme par sa mère, Anne Fouquet, Jean Godin des Odonais appartenait au milieu des hommes de loi de la région de Saint-Amand.
Godin des Odonais prend part à la première expédition géodésique de l'Histoire sur l'équateur, dirigée par Charles Marie de La Condamine. Il avait été recommandé à La Condamine par l'astronome en chef de l'expédition, son cousin Louis Godin.
Alors que les autres membres de l'expédition rentrent en France, Godin des Odonais reste sur place et devient professeur d'astronomie et de sciences naturelles au Collège de Quito, en 1739. À la même époque, il commence à s'intéresser aux langues indigènes ainsi qu'à la flore de l'Équateur. Son mariage avec une riche héritière, Isabel Gramesón, le met à l'abri du besoin et, en 1743, il démissionne de sa chaire pour se consacrer à plein temps aux sciences naturelles et à l'apprentissage des langues indigènes.
Il explore l’Équateur et les provinces septentrionales du Pérou, où il assemble un herbarium riche de plus de 4 000 espèces de plantes. Il réalise également des dessins de plus de 800 espèces animales. Ayant perdu la plus grande partie de l'héritage de sa femme dans la spéculation, il se résout à retourner à Cayenne, pour refaire fortune. Il arrive sur place en mai 1750 et s'installe sur les berges du fleuve Oyapock. Pendant quinze ans, il explore Cayenne et la Guinée brésilienne, le nord de l'Amazone, et récolte près de 7 000 espèces de plantes. Il reste séparé de son épouse près de vingt ans. Entre 1765 et 1773, il explore l'Amazone.
En 1773, il finit par rentrer en France, et s'installe dans la propriété familiale située à Saint-Amand-Montrond. Il fait don de ses collections botaniques au Jardin royal des plantes médicinales (depuis 1793 devenu le Muséum national d'histoire naturelle), où elles sont toujours conservées.
En 1784, il est élu membre de l'Académie des sciences, et à partir de cette époque jusqu'à sa mort, il travaillera à mettre en ordre les notes prises lors de ses années d'exploration.

## Ouvrages
- Flore raisonnée du Perou, comprenant 4,000 espèces, dont plus de 1,500 nouvelles, 6 vols., Paris, 1776, avec deux volumes d'illustrations contenant plus de 750 gravures ;
- Les plantes de la Guyane, 1777 ;
- avec Charles Marie de La Condamine, Relation abrégée d'un voyage fait dans l'intérieur de l'Amérique méridionale, depuis la côte de la Mer du Sud, jusqu'aux côtes du Brésil et de la Guyane, en descendant la rivière des Amazones, 1778 (Lire en ligne) ;
- Faune du Pérou, 4 vols., 1778, avec deux volumes d'illustrations ;
- Plan de navigation libre de l'Amazone, dédié au Duc de Choiseul, 1779 ;
- Flore de la Guyane, explication de l'herbier déposé au museum d'histoire naturelle, avec trois volumes d'illustrations, 5 vols., 1779 ;
- Flore de l'Amazone, explication, etc., 4 vols., 1780, avec un volume d'illustrations ;
- Grammaire de la langue Quichua ou des Incas, 1782 ;
- Dictionnaire de la langue Quichua, 1782 ;
- Vocabulaire des dialectes Indiens de la Guyane, 1783 ;
- Grammaire comparée des langues Indiennes de l'Amérique du Sud 2 vols., 1784.